# Leucanitis altivaga
Leucanitis altivaga är en fjärilsart som beskrevs av Alphéraky. Leucanitis altivaga ingår i släktet Leucanitis och familjen nattflyn. Inga underarter finns listade i Catalogue of Life.